# Baincthun
Baincthun è un comune francese di 1 314 abitanti situato nel dipartimento del Passo di Calais nella regione dell'Alta Francia.

## Storia

### Simboli
È lo stemma della famiglia de Baincthun (o Bainghetun, Baincghethun), che furono i primi signori del luogo conosciuti dal 1292.

## Società

### Evoluzione demografica
Abitanti censiti